# Доходный дом М. Е. Карпова
Доходный дом М. Е. Карпова — памятник архитектуры в историческом центре Нижнего Новгорода. Построен в 1909 году по заказу купца М. Е. Карпова. Автором проекта, предположительно, выступил архитектор Е. А. Татаринов.
Входит в историческую застройку старинной Ильинской улицы.

## История
Купец Михаил Емельянович Карпов переехал в Нижний Новгород в 1850 году, где учредил торговый дом и открыл галантерейный магазин на улице Рождественской. В 1909 году по его заказу был отстроен двухэтажный доходный дом на улице Ильинской. Архитектором предположительно стал Евгений Александрович Татаринов, уже известный как автор проекта перестройки первого корпуса губернской гимназии.
В 1910—1912 годах дом и прилегающая усадьба принадлежали Анне Ивановне Бажановой. Кроме главного дома Карпова, на усадьба располагались два каменных одноэтажных флигеля и службы. В 1915 году дом принадлежал Елене Николаевне Парфёновой, владелице нескольких торговых лавок на Нижегородской ярмарке.

## Архитектура
В архитектурном решении фасадов здания сочетаются приёмы стиля модерн, с асимметрично расположенным входом и необычным цветовым решением. Центральная часть главного фасада охристого цвета, выступающие плоскости — белого, цокольная часть — цвета умбры. Под выступающим карнизом, имеющим лёгкие изгибы в выступающих боковых частях главного фасада, расположен фриз из тёмно-синей керамической плитки.
Правый ризалит с входом подчёркнут пилястрами, расположенными в простенках трёхчастного окна второго этажа с сегментным завершением и идущими на высоту обоих этажей. Ризалиты по бокам здания имеют над кровлей оштукатуренные аттики сегментного очертания с двумя узкими полуциркулярными слуховыми окнами. Ранее имелось металлическое ажурное ограждение парапета (не сохранилось).